# Allerheiligenvloed (1570)

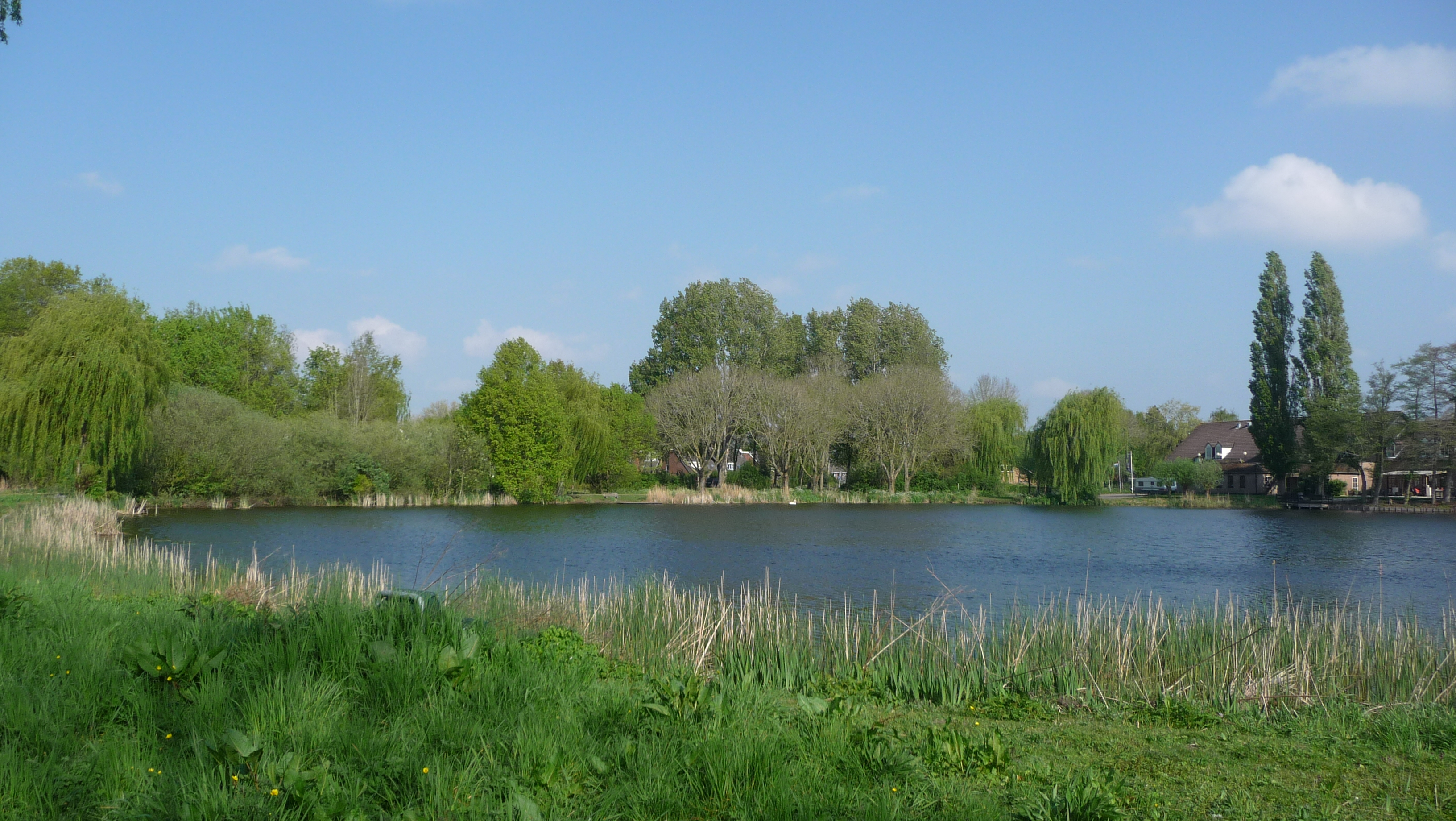
Grote Wiel in Spijkenisse, ontstaan tijdens de Allerheiligenvloed

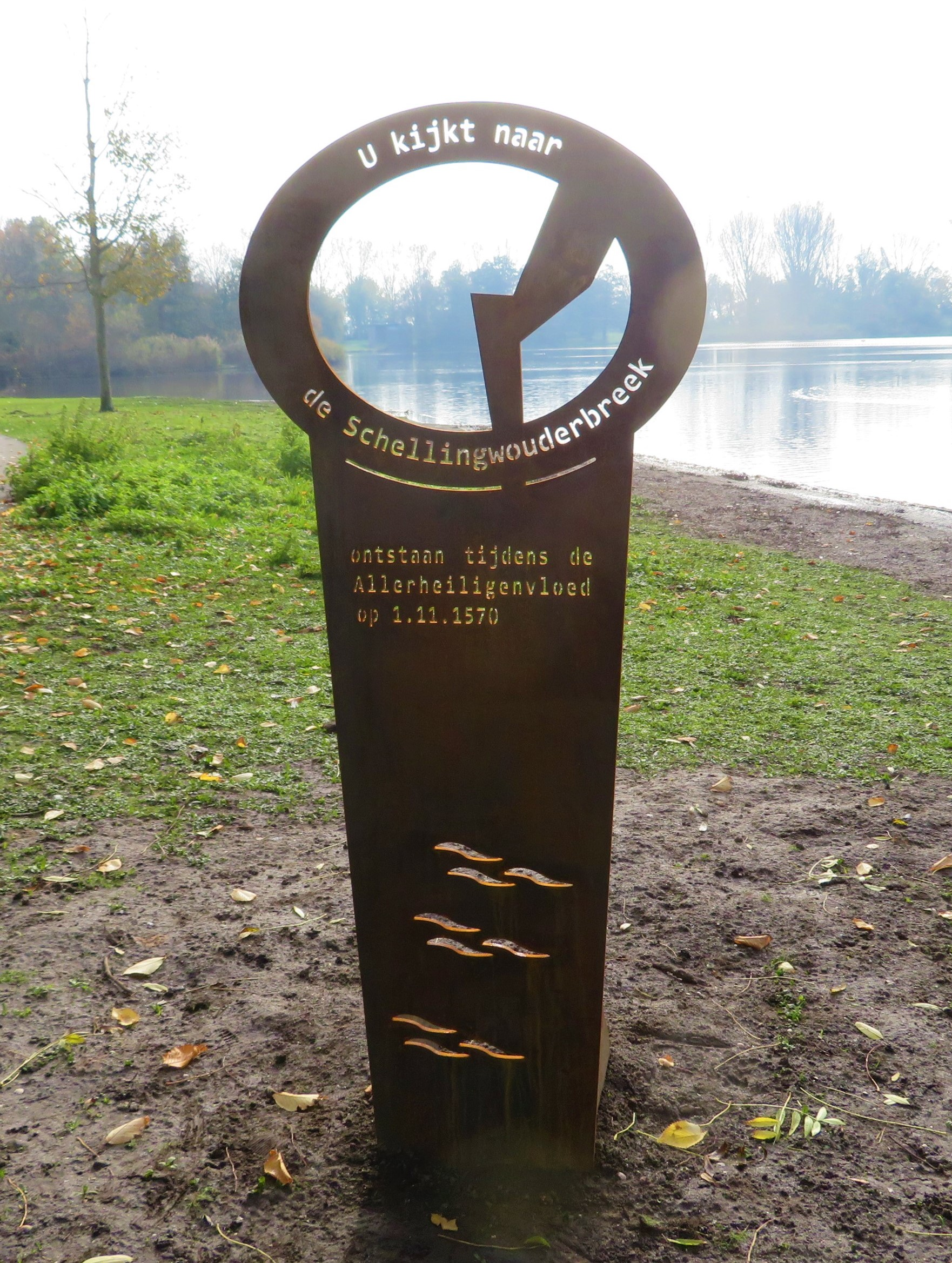
Gedenkplaat Schellingwouderbreek Allerheiligenvloed

Op 1 november 1570 werden de Nederlandse en Vlaamse Kust geteisterd door een watersnood, de Allerheiligenvloed of Allerzielenvloed.

## Achtergrond
De Domeinraad in Bergen op Zoom had op 1 november 1570 "aanmerckende dat die groote stormen van winde ghisteren begonst" aan de dijkgraven van het Zuid- en Noordkwartier een waarschuwing gegeven door "seer uytnemende hooghe vloet".
Een lange periode van storm zwiepte het water tot ongekende hoogten, nog hoger dan die bij de Watersnood van 1953. Talloze dijken aan de Hollandse kusten begaven het, waardoor zich enorme overstromingen voordeden en een reusachtige ravage werd aangericht. Het totale aantal doden (inclusief Oost-Friesland) moet boven de 20.000 hebben gelegen, waarvan minstens 3.000 doden in Friesland en Groningen. Tienduizenden mensen werden dakloos, veestapels werden verzwolgen en wintervoorraden vernietigd. De Allerheiligenvloed markeert het ontstaan van het Verdronken Land van Saeftinghe en het verdwijnen van het eiland Bosch in de Waddenzee.
De Allerheiligenvloed vond plaats op een kritiek moment in de geschiedenis van de Nederlanden. De belastinghervormingen die Alva trachtte door te voeren mislukten erdoor en de wijdverspreide ellende onder de bevolking verhoogde de spanning in het land. Er was al sinds Willem van Oranjes vertrek een groeiende mate van onvrede met het bewind van de Spaanse koning en zijn landvoogd. De watersnoodramp versterkte dit alleen maar.

## Verdronken dorpen
- Avenkerke (ook Brielle), een van de vier verdronken dorpen op het eiland Wulpen, voor de kust van Zeeuws-Vlaanderen.
- Cornsant op het eiland Bosch in de Waddenzee, samen met vrijwel het gehele eiland.
- Hildernisse, bij Bergen op Zoom.
- Klaaskinderkerke (ook Claeskinderkerke), verdronken dorp op Schouwen-Duiveland.
- Koezand, verdronken eiland in de monding van de Westerschelde.
- Moggershil, verdronken dorp op een eilandje ten westen van Tholen.
- Westende, een van de vier verdronken dorpen op het eiland Wulpen.
- Ook de duinen van het voormalige waddeneiland 't Oghe (Callantsoog, Noord-Holland) braken door, waardoor het tweede dorp Callantsoog door de golven werd verwoest.
- De Heerlijkheid Saeftinghe werd compleet verwoest, tezamen met de omliggende dorpjes Casuwele, Namen en Sint-Laureins. Dit gebied vormt nu het Verdronken Land van Saeftinghe.

## Ondergelopen land, polders en plaatsen
- Hondsbos, Wieringen, Zijpedijk, Huisduinen.
- Egmond aan Zee, Texel.
- Zandvoort, Katwijk, Scheveningen en Ter Heijde.
- Noorderkoggen, Drechterland, Schagen, Waterland en Zeevang.
- Haarlem en Beverwijk.
- Bij Alkmaar, de Heerhugowaard en de Schermer zijn tot grote meren geworden.
- Amsterdam, Naarden, Amstelland en Rijnland tot aan de Rijndijk bij Leiden.
- Waterland
- Marken, Schokland, Urk.
- Dordrecht, Alblasserwaard, Krimpenerwaard.
- Den Bommel, Galathee, Oude Tonge, Battenoord, Klinkerland, Herkingen.
- Nieuw Zuiderland
- Het gehele land van de oude Heerlijkheid Putten, waaronder Putten (eiland) met Spijkenisse en Hekelingen, Zuidland, Korendijk, Poortugaal, Oude Vliet, Pernis, Charlois, en bovendien Rhoon die niet tot de Heerlijkheid behoorde.
- Het gehele land van Voorne.
- In Voorne over het Flakkee, Goeree-Overflakkee.
- Tholen, Walcheren, Schouwen, Terneuzen.
- Het land van Reimerswaal (Zuid-Beveland).
- Kampen.
- Harlingen, Metslawier, Dokkum.
- Geheel Groningerland verdronken.